# Osterstedt
Osterstedt település Németországban, Schleswig-Holstein tartományban. Lakosainak száma 669 fő (2023. december 31.).

## Népesség
A település népességének változása:
| Lakosok száma | 581  | 637  | 653  | 665  | 674  | 688  | 669  |
|               | 1975 | 2014 | 2017 | 2019 | 2021 | 2022 | 2023 |